# (31184) 1997 YZ4
1997 واي زد 4 (ويعرف أيضًا باسم (31184) 1997 واي زد 4 وفق تسمية الكوكب الصغير) (بالإنجليزية: 1997 YZ4)‏ هو كويكب ضمن حزام الكويكبات؛ وترتيبه 31184 من حيث الاكتشاف.
اكتُشف هذا الجُرم الفلكي بواسطة Dennis di Cicco ‏ في 26 ديسمبر 1997.

## وصلات خارجية
- (31184) 1997 YZ4 في قاعدة بيانات مختبر الدفع النفاث لأجرام النظام الشمسي الصغيرة

- الاكتشاف · مخطط المدار ·  العناصر المدارية · المعلمات المادية

- (31184) 1997 YZ4 على موقع ويكي سكاي: DSS2, SDSS, GALEX, IRAS, Hydrogen α, X-Ray, Astrophoto, Sky Map, Articles and images